# 6. Gardearmee (Rote Armee)
Die 6. Gardearmee (russisch 6-я гвардейская армия) war ein Großverband der Roten Armee im Zweiten Weltkrieg, der 1943 in der Schlacht bei Kursk, 1944 bei der Operation Bagration am Mittelabschnitt (Belarus) der Ostfront und zu Kriegsende im Baltikum eingesetzt wurde.

## Geschichte

### 1943
Infolge der Offensive der Roten Armee im Winter 1942/43 wurden die Linien der sowjetischen Front im Mittelabschnitt erheblich nach Westen erweitert. Ende April 1943 waren die Truppen der Woronesch-Front bereit, die Offensive fortzuführen. Die 6. Gardearmee entstand aus der Umbenennung der alten Formationen der 21. Armee zu Garde-Divisionen und wurde am 22. April 1943 nach der Richtlinie der Stawka vom 16. April bei der Woronesch-Front aktiviert. Generalleutnant Iwan Tschistjakow verblieb an der Spitze der Armeeführung.
Die neue Gardearmee umfasste das 22. und 23. Garde-Schützenkorps, welche die 51., 52., 67., 71., 89. und 90. Garde-Schützendivision zugeordnet wurde.
Die Verteidigungslinie der 6. Gardearmee im Raum nördlich Belgorod erreichte 64 km an Breite und 35–40 km in der Tiefe. Die Haupt-Verteidigungslinie wurden in Erwartung des deutschen Gegenangriffes drei stark befestigte Verteidigungspositionen geschaffen. Der deutsche Generalstab entwickelte für das Unternehmen Zitadelle einen Angriffsplan, bei dem die deutsche 9. Armee Kursk aus dem Norden und die 4. Panzerarmee (gegenüber der 6. Gardearmee) von Süden her auf Obojan den Frontbogen von Kursk spalten sollten.
Auf Befehl des Befehlshabers der Woronesch-Front, Armeegeneral Nikolai F. Watutin wurde die 6. Gardearmee durch zwei Panzerbrigaden, drei separate Panzerregimenter, zehn Panzerabwehr-Artillerie-Regimenter, Mörser-Einheiten verstärkt. Besonderes Augenmerk wurde auf die Organisation der Panzerabwehr gelegt, die in Bataillonseinheiten, einschließlich Artillerie-, Panzer- und Selbstfahrlafetten organisiert wurde. Gleichzeitig mit dem Aufbau der Verteidigung wurde ein intensives Kampftraining der Truppen durchgeführt, welches auf speziell ausgestatteten Trainingsfeldern durchgeführt wurde, die sich nur sechs bis sieben Kilometer hinter der Frontlinie befanden.

### Kursker-, Belgoroder und Neweler Operation
Anfang Juli wurde dem Befehlshaber der Zentral- und der Woronesch-Front durch den Stawka-Geheimdienst mitgeteilt, das die deutsche Offensive gegen den Kursker Bogen zwischen am 3. und 6. Juli zu erwarten wäre. Das 22. und 23. Garde-Schützenkorps wurde in Alarmbereitschaft versetzt, die 89. Garde-Schützen-Division blieb dem Armeekommandanten als Reserve direkt unterstellt.
Armeegliederung am 1. Juli 1943
- 22. Garde-Schützenkorps unter Generalmajor N. B. Ibjanski mit 61., 71. und 90. Garde-Schützendivision
- 23. Garde-Schützenkorps unter Generalmajor P. P. Wachramejew mit 51. und 52. Garde- und 375. Schützen-Division, Reserve: 89. Garde-Schützendivision
- 27. Kanonenartillerie-Brigade
- 96. Panzerbrigade
- 230. und 245. separates Panzerregiment

Bis zum 3. Juli wurde von der 6. Gardearmee zuverlässig festgestellt, dass im Raum nordwestlich von Belgorod das deutsche XXXXVIII. Panzerkorps mit der 3. und 11. Panzerdivision sowie die 167. Infanterie-Division gegenüber den sowjetischen Stellungen eingesetzt waren. Zusätzlich war dahinter das II. SS-Panzerkorps mit den Divisionen - Das Reich, Adolf Hitler und Totenkopf festgestellt worden.
Am 4. Juli um 16:00 Uhr belegten 75 Bomber in Begleitung von 27 Jägern die Front des 22. Garde-Schützenkorps im Raum Tomarowka mit starken Bombenabwürfen. Innerhalb von 10 Minuten wurden ungefähr 2.500 Bomben auf einer 1 km langen Front abgeworfen, die von der 67. Garde-Division besetzt war. Am 5. Juli 1943 begann die deutsche Offensive, nach heftigen Kämpfen gelang es etwa 6–7 km tief in die sowjetischen Stellungen nach Norden einzudringen.
Am 9. Juli konnte die 6. Garde-Armee mit Hilfe der nach vorne gezogene Formationen der 1. Panzerarmee (Katukow) die Dörferlinie Schepelewka, Beresowka, Kalinowka bis Iljinski halten. Am Morgen des 10. Juli wiederholten die Deutschen ihre Angriffe, nach heftigen Kämpfen gegen die 90. Garde-Schützen-Division und Teilen des 6. Panzerkorps (Generalleutnant A. L. Getman) gelang es den deutschen Truppen weitere 1,5 km voranzukommen. Der Versuch in Richtung Kruglik durchzubrechen, schlug aber fehl. Die 52. Garde-Schützen-Division und die Panzereinheiten des Generals Katukow schlugen alle Angriffe ab, die versuchten den Fluss Psel zu überschreiten. Die Fortsetzung der deutschen Offensive auf Obojan begann zu stocken. Am 12. Juli verlegten die deutschen Truppen den Hauptschlag weiter östlich auf Prochorowka, wo die sowjetische 5. Garde-Panzerarmee als Verstärkung herangezogen wurde und schwere Verluste erlitt. An diesem Tag starteten die Truppen der 5. Gardearmee südwestlich von Prochorowka einen wirksamen Flankenangriff gegen die rechte Flanke des deutschen Stoßkeiles. Die folgenden Versuche, am 13., 14. und 15. Juli in verschiedenen Front-Abschnitten der 6. Garde-Armee einzubrechen, blieben erfolglos. Am Abend des 15. Juli mussten die deutschen Truppen wegen der Auswirkungen der sowjetischen Orjoler Operation in Verteidigung übergehen. Am Morgen des 19. Juli starteten die Truppen der 6. Gardearmee einen Gegenangriff auf den bereits zurückgehenden Gegner. Zwei Tage lang tobten heftige Kämpfe, am 23. Juli erreichten die sowjetischen Truppen jene Linie, welche sie vor der deutschen Offensive besetzt hatten.
In der Hauptangriffrichtung der folgenden Belgorod-Charkower Operation wurden von der 6. Gardearmee pro Kilometer Front bis zu 220 Geschütze und 70 Panzer konzentriert. Die im Süden des Kursker Frontvorsprungs operierenden Streitkräfte standen im Raum westlich von Butowo bis Tririchnoje und sollten über Tomarowka und Borisowka den Durchbruch auf Achtyrka erzwingen. Am 3. August um 8.00 Uhr griffen sowjetische Truppen nach drei Stunden Artillerievorbereitung und Luftangriffen den Feind an. Im ersten Treffen der 6. Gardearmee operierten die 67. und 71. Garde-Schützen-Division (22. Garde-Schützenkorps) und die 51. und 52. Gardedivision (23. Gardekorps) dahinter im zweiten Treffen folgten die 90. Garde- und die 309. Schützen-Division. Knapp drei Stunden nach Beginn des Angriffs durchbrachen die Stoßgruppen der 5. und 6. Gardearmee die feindlichen Verteidigungsanlagen und große Panzerformationen strömten in die entstandene 15 Kilometer breite Frontlücke. Am Abend des 3. August wurden Teile der ersten Staffel durch das zweite Treffen ersetzt. Am 4. und 5. August folgten hartnäckige Kämpfe um den befestigten Ort Tomarowka, der zusammen mit Einheiten der 5. Gardearmee am Morgen des 6. August vollständig befreit wurde. Einheiten der 51. Garde-Schützen-Division eroberten in Zusammenarbeit mit Einheiten der 1. Panzerarmee das Dorf Moschcheni. Am 6. August überwältigte die Übermacht der sowjetischen 6. und 5. Gardearmee, der 27. Feld- und 1. Panzerarmee die deutsche Verteidigung im Abschnitt Borisowka. Am 18. August startete ein deutscher Gegenangriff der bereits am 20. August zwei sowjetische Panzerkorps und große Teile der 6. Garde- und 27. Armee vorübergehend abschnitt. Die unzureichenden infanteristischen Kräfte der Deutschen schafften es nicht, diesen Kessel völlig abzuriegeln, weshalb große Teile der sowjetischen Verbände ausbrechen und sich zurückziehen konnten. Bis 28. August konzentrierten die 6. Garde- zusammen mit Einheiten der 1. Panzerarmee für einen Gegenstoß bis zu 400 Panzer westlich und südlich von Bogoduchow. Bei der Verfolgung rückten die sowjetischen Truppen bis Ende August etwa 80 km tief vor und eroberten Bogoduchow zurück. Die Armee besetzte Parchomowka, Ljubimowka und Kachalowka, drei Schützendivisionen die einen Gegenangriff aus der Region Achtyrka führten, umzingelten deutsche Truppen im Raum Bogoduchow, Kotelwa, Kolontajew und Achtyrka und stießen weiter in Richtung Poltawa vor.
Ende September wurde die 6. Gardearmee in die Reserve des Hauptquartiers des Oberkommandos versetzt und dann nach Nordwesten in das Gebiet der Region Toropez verlegt. Nach dem Marsch in die Region Newel besetzten die Armeetruppen eine Verteidigungslinie nordwestlich der Stadt. Rechts verteidigten die Truppen des 22. Armee, linker Nachbar war die 3. Stoßarmee. Für die Truppen der 6. Garde-Armee wurde eine Offensive im Raum nördlich von Newel vorbereitet. Nordwestlich von Newel befand sich ein 15 bis 20 km breiter Korridor, der durch sowjetisches Artillerie- und Mörserfeuer kontrolliert wurde. Am 15. Oktober 1943 wurde die 6. Gardearmee Teil der Baltischen Front und bestand aus folgenden Formationen:
- 23. Garde-Schützenkorps unter Generalmajor B. W. Koltschigin
- 97. Schützenkorps unter Generalleutnant J. D. Tschanyschew
- 96. Schützenkorps unter Generalmajor M. M. Busarow
- 98. Schützenkorps unter Generalleutnant G. I. Anisimow
- Schützen-Divisionen: 281., 207., 32., 81., 56., 122. und 218

Am 24. Dezember 1943 rückten die Truppen der 1. Baltischen Front, welche die Offensive südlich von Newel führten, 80 Kilometer vor. Gorodok wurde vom Osten her erreicht, sowie die Eisenbahnstrecke Witebsk - Polozk unterbrochen. Die 6. Gardearmee versuchte die feindliche Verteidigung nordwestlich von Newel zu durchbrechen und die Offensive über Nowosokolniki in nordwestlicher Richtung auszubauen.

### 1944
Armeegliederung am 1. Januar 1944
- 23. Garde-Schützenkorps, Generalmajor Nikolai Tarelowitsch Tawartkiladse (51., 67. und 71. Garde-Schützendivision)
- 96. Schützenkorps, Generalmajor Bogdan Konstantinowitsch Koltschigin (185. und 200. Schützendivision)
- 97. Schützenkorps, Generalleutnant Juri Wladimirowitsch Nowoselski (165., 282. und 379. Schützendivision)
- 98. Schützenkorps, Generalmajor Nikolai Petrowitsch Jakunin (52. Garde- und 150. Schützendivision)
- 20. und 27. Artillerie-Durchbruchs-Division
- 38. Garde-Panzerbrigade
- 3., 27. und 30. Garde-Panzerregiment
- 32., 38., und 65. separates Panzerregiment

Am Morgen des 1. Januar 1944 gingen die Truppen des 96. Schützenkorps nach der Artillerie-Vorbereitung in die Offensive, am rechten Flügel begannen gleichzeitig Angriffe des 97. und 98. Schützenkorps. Die Stoßgruppe der Armee bestand aus 1014 Geschützen und Mörsern, auf dem 5,5 km breiten Hauptangriffs-Abschnitt betrug die Dichte der Artillerie 184 Geschütze pro Kilometer Front. Die Hauptrolle beim Durchbruch wurde der Artilleriedivision unter Generalleutnant G. A. Makarow zugewiesen. Die 282. und 379. Schützen-Division erreichten die Linie Grischino – Koschemjakino – Zarechje. Der für den Morgen des 2. Januar geplante Angriff des 23. Garde-Schützenkorps wurde abgebrochen, weil befürchtet wurde, dass die angreifenden Einheiten bei Tageslicht sofort schwere Verluste erleiden würden. Der nächste Angriff sollte in der Nacht des 3. Januar beginnen. Das Kommando des 23. Garde-Schützenkorps führte die Hauptkräfte der 52. Gardedivision (Oberst N. K. Smirnow) in die Schlacht ein, welche in einem Nachtangriff über das Eis des Karatai-Sees die deutschen Stellungen am Nordufer umgehen sollte. Um 17 Uhr nach 30 Minuten Artillerievorbereitung erreichte die 51. Garde-Schützen-Division (Generalmajor S. W. Tschernikow) den Maly Iwan-See, bis 23 Uhr waren die Regimenter am Nordufer des Maly Iwan und am nordöstlichen Ufer des Bolschoi Iwan verschanzt. Der Vormarsch der direkt über dem Eis des Karatai-Sees vorging, eroberte das Dorf Lobatschewo. Nach viertägigem Kampf rückte die 6. Gardearmee im Norden und Nordwesten etwa 10 und 30 km tief vor, als Ergebnis wurde der Eisenbahnknotenpunkt Newel befreit und die Eisenbahnlinie nach Welikije Luki erreicht.
Im Februar 1944 nahm die 6. Gardearmee an der Staraja Russa-Noworschewer Operation teil. Die Armeetruppen deckten dabei die Offensive der 22. Armee durch langsames Vorrücken in Richtung Nowosokolniki. Nach intensiven Kämpfen wurden die Armeeeinheiten im März aus dem Raum nordwestlich von Newel abgezogen. Auf Befehl des Armeegeneral Baghramjan übergab die 6. Gardearmee ihre Stellungen an die 22. Armee und legte einen Marsch von 40 Kilometern zum Waldgebiet nordöstlich von Witebsk zurück, wo sich die Truppen auf offensive Operationen in Belarus vorbereiten sollte. Am 7. Februar 1944 wurde die 6. Gardearmee der 2. Baltischen Front unterstellt.

### Witebsker und Polozker Operation
Am 27. Mai 1944 wurde die 6. Gardearmee zur 1. Baltischen Front überstellt. Für die Sommer-Offensive in Belarus sollte die westliche Düna erreicht werden und ein Brückenkopf auf dem linken Ufer gebildet werden, woraus dann die weitere Offensive erfolgen sollte. Vor der Front wurden Einheiten des deutschen IX. der 3. Panzerarmee festgestellt. Die 6. Gardearmee nahm ab 22. Juni mit über 2485 Geschütze und Mörser, 120 Panzer, 50 Selbstfahrlafetten und 160 Flak-Geschützen an der Operation Bagration teil:
- 22. Garde-Schützenkorps, Generalmajor A. I. Rutschkin mit 47., 51. Schützen- und 90. Garde-Division
- 23. Garde-Schützenkorps, Generalleutnant A. I. Jermakow mit 71. und 67. Garde-Schützendivision
- 103. Schützenkorps, Generalmajor Iwan Fjodorowitsch Fedjunkin mit 29. und 270. Schützen-Division
- 2. Garde-Schützenkorps, Generalleutnant A. S. Ksenofontow mit 9. Garde-Schützen- und 166. Schützen-Division
- 34. Garde- und 143. Panzerbrigade
- 2. Garde-, 47. und 119. separates Panzerregiment
- Reserve: 179., 200. und 306. Schützen-Division

In der Nacht zum 22. Juni 1944 rückten auf Befehl des Befehlshabers der Armee 16 Angriffs-Bataillone in die Ausgangsposition. 131 Kanonen waren für den 20-minütigen Feuerschlag auf einen Kilometer der Front konzentriert. An der rechten Seite der Armee durchbrachen Einheiten des 22. Garde-Schützenkorps mehrere feindliche Stellungen, nach diesem Erfolg wurden bei Sirotino sechs Angriffsbataillone in die Schlacht eingeführt, die bis zum Abend des Tages 4 bis 6 km tief ins Hinterland der feindlichen Verteidigung vordringen konnten. Am 23. Juni setzten die Armee die Offensive fort. Vor der Zone der benachbarten 43. Armee und bei den linksgerichteten Einheiten der 6. Garde-Armee fanden heftige Kämpfe vor dem befestigten Ort Schumilino statt. Generalmajor I. P. Siwakow umging auf Befehl des Armeekommandanten mit seiner 71. Garde-Division den Punkt von Norden und Westen, dadurch konnte die 43. Armee Schumilino einnehmen. Unterdessen haben Teile der 67. Gardedivision (Generalmajor A. I. Baksow) den deutschen Widerstand gebrochen und die Eisenbahnlinie zwischen Witebsk und Polozk unterbrochen. Am Morgen des 24. Juni näherten sich Einheiten der 6. Garde-Armee nach heftigen Kämpfen bei Ulla der westlichen Düna. Um 19 Uhr überquerte zuerst die 51. Garde-Schützen-Division (Generalmajor S. W. Tschernikow) den Fluss. Am selben Tag gelangten andere Einheiten des 22. Garde-Schützenkorps an die westliche Düna und begannen mit improvisierten Mitteln den Fluss-Übergang. Während des 25. Juni rückte der andere Flügel der Armee gegen die Stadt Beschenkowitschi vor, wo zusammen mit der 43. Armee die vollständige Einkreisung des deutschen LIII. Armeekorps in Witebsk erreicht wurde. Um die linke Flanke vor möglichen Gegenangriffen zu schützen und die Befreiung von Beschenkowitschi zu beschleunigen, wurde die 46. Gardedivision (Oberst K. A. Wasiljew) aus der zweiten Staffel in die Schlacht eingeführt. Diese Einheiten erreichten zusammen mit der 71. Garde-Schützendivision den östlichen Stadtrand der Beschenkowitschi und befreiten die Stadt. In den folgenden Tagen rückten der rechte Flügel (22. Garde-Schützenkorps) entlang der Eisenbahn nach Polozk vor. Am 26. Juni übernahm die 47. Schützen-Division die Kontrolle über die Bahnstation Obol, die 90. Garde-Division (Generalmajor W. B. Wlasow) besetzt den Ort Obol und die 51. Garde-Schützen-Division schützte die rechte Flanke der Armee vor möglichen Flankenangriffen. In sechstägigen Kämpfen durchbrachen die Truppen der 6. Gardearmee die feindlichen Stellungen, überquerten die westliche Düna und rückten bis 110 km Tiefe vor. Auf Befehl des Oberbefehlshabers erhielten die 51., 67., 71., 90. Garde- und 51. Schützen-Division für den Erfolg den Namenszusatz „Witebsker“ Division.
Polozk war als Knotenpunkt für die Eisenbahn und als Autostraße von größter Bedeutung. Mit dem Zugang zum linken Ufer der westlichen Dwina und infolge des raschen sowjetischen Vormarsches in westlicher und nordwestlicher Richtung verlängerten sich die Versorgungswege auf 120 bis 150 km, wodurch sich die Versorgung mit Munition und Lebensmitteln verschlechterte. Die Befreiung von Polozk wurde neben der 4. Stoßarmee auch dem am südlichen Düna-Ufer vorrückenden 23. Garde-Schützenkorps übertragen, das durch zusätzliche Artillerie-, Mörser- und Panzereinheiten verstärkt wurde. Am Abend des 2. Juli näherte sich die 6. Gardearmee der Stadt Polozk, die 51. Garde-Division kam aus dem Süden und Südosten, die 71. Garde-Division und die 67. Garde-Division entlang der westlichen Düna vom Nordwesten an die Stadt heran. In der Nacht des 3. Juli eroberten Regimenter der 51. Garde-Division den südlichen Stadtrand und brachen in der Morgendämmerung in die westliche Düna der Stadt ein. Zu diesem Zeitpunkt hatte die 71. Garde-Division den westlichen Stadtrand von Polozk in Besitz genommen, und die anderen Formationen des 22. Garde-Schützenkorps, die entlang des rechten Ufers der westlichen Düna vorrückten, erreichten den östlichen Stadtrand. Auf den Straßen der Stadt kam es zu heftigen Kämpfen. Die 47. Garde-Schützen-Division brach von Osten her in die Stadt ein, von Nordosten folgten die restlichen Formationen des 22. Garde-Schützenkorps. Mit der Befreiung von Polozk eröffneten sich nach Nutzung der Eisenbahn nach Newel wieder bessere Möglichkeiten für die Versorgung. Zur gleichen Zeit eroberten die Formationen der 4. Stoßarmee und das 103. Schützenkorps der 6. Garde-Armee in Zusammenarbeit mit einer Panzerbrigade des 1. Panzerkorps die Stadt Disna. Durch die Verbindung des 22. und 23. Garde-Schützenkorps am 4. Juli wurde ohne nennenswerte Verluste die vollständige Kontrolle über Polozk erlangt.

### Schaulener und Memeler Operation
Mitte Juli 1944 rückten die Truppen der 4. Stoßarmee, nachdem sie die Eisenbahnlinie Daugavpils-Rēzekne unterbrochen hatte, von Nordwesten her auf Dünaburg vor. Ab 23. Juli beteiligten sich die Truppen der 6. Gardearmee, die entlang der westlichen Düna vorrückten, an der Offensive und stießen bis zum Abend des 26. Juli weitere 45 km vor. Die mit dem 2. Garde-Schützenkorps verstärkte 6. Gardearmee bestand jetzt aus vier Korps, eine Panzerbrigade fünf Artillerie-, drei Mörser- und vier separate Mörserregimenter. Am 1. August übergab die Armee ihren Verteidigungsstreifen im Raum 65 km nordwestlich von Dünaburg an die 4. Stoßarmee, begann wieder vorzurücken und wurde in nächsten Tagen gezwungen, in die Defensive zu gehen. Ende August wurden die Truppen der 6. Garde-Armee in das Gebiet südwestlich von Mitau verlegt, wo deutsche Truppen während des Unternehmen Doppelkopf einen Gegenangriff ausgelöst hatten. Generalleutnant I. M. Tschistjakow selbst hatte dem Frontkommando vorgeschlagen, seine Armee in das bedrohte Gebiet zu verlegen. Nachdem die Armee einen 144 Kilometer langen Anmarsch hinter sich gebracht hatte, erreichte sie die Region Mitau und nahm Positionen bei Dobele ein, um sich auf Verteidigungskämpfe vorzubereiten. Um im Gebiet von Dobele anzugreifen, konzentrierten die Wehrmacht beträchtliche Kräfte: die 4., 5. und 12. Panzerdivision und die Panzergrenadierdivision Großdeutschland. Die Offensive des XXXIX. Panzerkorps stieß nach heftigen Kämpfen in Richtung Dobele vor, wo Gegenangriffe des sowjetischen 1. und 19. Panzerkorps im Raum Schagarren den Gegner bis 22. September wieder in die Defensive drängten.
Anfang Oktober 1944 beschloss das sowjetische Kommando, die Memeler Operation zu starten, um den Rückzug der deutschen 16. und 18. Arme nach Ostpreußen zu verhindern. Die Truppen der 6. Garde-Armee marschierten innerhalb von zwei Tagen 100 Kilometer in das Gebiet nordwestlich von Schaulen und nahmen nach einer Umgruppierung die Verteidigung an einer 50 km langen Front auf. Es wurde befohlen auf Telšiai anzugreifen, die Offensive in nordwestlicher Richtung auszubauen und dabei die Hauptstreitkräfte der 1. Baltischen Front beim Vorstoß zur Ostseeküste zu unterstützen.
Armeegliederung am 1. Oktober 1944
- 2. Garde-Schützenkorps (9. und 71. Garde- sowie 166. Schützen-Division)
- 22. Garde-Schützenkorps (46. und 90. Garde-Schützen-Division, 51. mechanisierte Brigade)
- 23. Garde-Schützenkorps (51. und 67. Garde-Division)
- 103. Schützenkorps (29.,154. und 270. Schützen-Division)
- 20. Artillerie-Durchbruchs-Division
- 34. Garde-Panzerbrigade
- 143. Panzerbrigade
- zugeteilt: 19. Panzerkorps (79., 101. und 202. Panzerbrigade, 26. mechanisierte Brigade)

Am 5. Oktober griffen Einheiten der 6. Gardearmee nach einer kurzen Artillerievorbereitung die feindlichen Verteidigungsanlagen an, überquerten am folgenden Tag den Fluss Virvichai und drangen etwa 15–17 km tief vor. Auch die benachbarte 4. Stoßarmee ging in die Offensive und konnte innerhalb von zwei Tagen nur 11–13 km voranzukommen. Die 51. Armee wurde dann erfolgreich an der Naht zwischen der 6. Garde- und der 43. Armee eingeführt und erreichte die Ostseeküste. Zur gleichen Zeit umgingen Einheiten der 51. Garde-Division Triskiai und besetzten diese Kleinstadt. Zur gleichen Zeit entwickelten Einheiten des 22. Garde-Schützenkorps erfolgreich die Offensive und rückten gegen Abend des 7. Oktober 40 km östlich von Libau vor.
Infolge der erfolgreichen Durchführung der Memeler-Operation wurde die Befreiung von Riga durch die Truppen der 2. Baltischen Front beschleunigt. Die deutsche 16. Armee startete in der zweiten Oktoberhälfte einen starken Gegenangriff, um die Hauptkräfte der sowjetischen Truppen im Raum Libau zu schlagen und um an der Ostseeküste nach Memel durchzubrechen und die Kommunikation mit Ostpreußen wiederherzustellen. Alle diese Versuche schlugen jedoch fehl. In den nächsten sieben Monaten bis zum Kriegsende schnitten die Formationen der 6. Garde-Armee zusammen mit anderen sowjetischen Truppen die deutsche Heeresgruppe Nord in Kurland ab.

### 1945
Die 6. Gardearmee war während der Blockade des Kurlandkessels im Januar 1945 Teil der 1. Baltischen Front, ab 8. Februar 1945 der 2. Baltischen Front und ab 1. April der Leningrader Front. Die Truppen hielten einen 60 Kilometer breiten Abschnitt der Front im Raum östlich von Libau zwischen dem Fluss Venta und Prekuln.
Armeegliederung am 1. Januar 1945
- 2. Garde-Schützenkorps (71. Garde und 29. Schützen-Division)
- 22. Garde-Schützenkorps (46. und 90. Garde-Schützen-Division)
- 23. Garde-Schützenkorps (51. und 67. Garde-Schützen-Division)
- 9. Garde-Schützen-Division
- 166. und 270. Schützen-Division
- 20. Durchbruch Artillerie-Division
- 27. Garde Artillerie-Brigade
- 143. Panzerbrigade
- 32. Garde-Panzerregiment

Ab April 1945 bereitete sich die 6. Gardearmee intensiv auf eine entscheidende Offensive vor, um die Heeresgruppe Kurland zu zerschlagen. Durch den Durchbruch zur Ostseeküste bei Pavilosta sollten die deutsche 16. und 18. Armee gespalten werden. 
Armeegliederung am 1. Mai 1945
- 2. Garde-Schützenkorps, Generalmajor Alexei Iwanowitsch Baksow (9. und 71. Garde-Schützendivision, 166. Schützendivision)
- 22. Garde-Schützenkorps, Generalmajor Sergei Wassiljewitsch Tschernikow (46. Garde-Schützendivision, 16. litauische- und 29. Schützendivision)
- 30. Garde-Schützenkorps, Generalmajor Afanassi Fjodorowitsch Schtscheglow (45., 63. und 64. Garde-Schützendivision)

Am Morgen des 8. Mai wurde die Offensive gestartet, die von Kampfflugzeugen unterstützt wurde. In der Nacht des 9. Mai legten die deutschen Truppen in Übereinstimmung mit der allgemeinen Kapitulation der Wehrmacht ihre Waffen nieder. Vom 9. bis 20. Mai dauerten die Übergabe der Gefangenen, die Sicherung der militärischen Ausrüstung. Noch bis 29. Mai säuberten und sicherten die Gardetruppen die kurländische Küste, dann wurde das Hauptquartier der Armee nach Schaulen abgezogen. Am 24. Juni 1945 marschierten die Gardetruppen bei der Siegesparade in Moskau unter ihren Kampffahnen mit. Die 6. Garde-Armee wurde im März 1947 im Zuge der Demobilisierung aufgelöst.

## Führung
Kommandeur
- Generalleutnant Iwan M. Tschistjakow (April 1943 bis Kriegsende)

Mitglieder des Militärrats
- Generalmajor P. I. Krajnow (April bis Juli 1943);
- Oberst G. N. Kasjanenko
- General K. K. Abramow (Juli 1943 bis Kriegsende)

Generalstabschef
- General W. A. Penkowski (April 1943 bis Kriegsende)